# Oper am Gänsemarkt

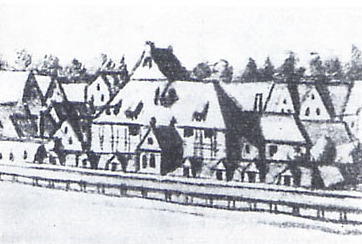
Oper am Gänsemarkt, détail d'une vue de la ville par Paul Heineckens 1726

L'Oper am Gänsemarkt de Hambourg fut, de 1678 à 1738, le premier et principal opéra municipal de tous les pays de langue allemande. Le nom signifie « près du Marché aux Oies ».
L'inauguration eut lieu le 2 janvier 1678. Avec 2000 places, il surpassait tous les théâtres de l'époque. C'est seulement en 1765 que le bâtiment, vide, inutilisé et menaçant ruine fut détruit pour faire place au Deutsche Nationaltheater pour lequel   
Gotthold Ephraim Lessing travailla comme dramaturge pendant 3 ans à partir de 1767.
Le nom de l'Oper am Gänsemarkt est lié à celui de nombreux et importants compositeurs d'opéras allemands : Georg Bronner, Johann Philipp Förtsch, Johann Wolfgang Franck, Christoph Graupner, Georg Friedrich Haendel, Reinhard Keiser, Johann Philipp Krieger, Johann Sigismund Kusser, Johann Mattheson, Georg Caspar Schürmann, Georg Philipp Telemann et Johann Theile ainsi que de toute une lignée de poètes allemands remarqués au début du XVIIIe siècle en tant que librettistes, parmi lesquels Joachim Beccau, Friedrich Christian Bressand, Heinrich Elmenhorst, Barthold Feind, Christian Friedrich Hunold, Johann Ulrich König et Christian Heinrich Postel.

## Chronologie
La fondation de l'opéra de Hambourg est due à l'initiative de l'avocat et conseiller municipal Gerhard Schott qui étant grand voyageur, avait été impressionné par l'opéra italien. L'inauguration du théâtre eut lieu le 2 janvier 1678 avec la représentation de l'opéra sacré Adam und Eva de Johann Theile.
En 1697 Reinhard Keiser en devint maître de chapelle et de 1703 à 1707 il cumula cette fonction avec celle de directeur. Il y avait deux ou trois jours de représentation par semaine, soit environ 90 en moyenne dans l'année. Celles-ci pouvaient durer de 4 à 6 heures chacune, du fait des changements de décor laborieux ; elles commençaient en début d'après-midi.
Ce fut Georg Philipp Telemann qui reprit la direction en 1722 et ceci jusqu'en 1738, année de la dernière saison.

## Sources
- (de) Cet article est partiellement ou en totalité issu de l’article de Wikipédia en allemand intitulé « Oper am Gänsemarkt » (voir la liste des auteurs).